# Gaomi
Gaomi (Chinees: 高密市) is een stad in de provincie Shandong van China. Gaomi heeft 552.844 inwoners (2020). De stad hoort bij de Prefectuur Weifang. In Gaomi, dat reeds bij het begin van onze jaartelling bestond, staat een gevangenis.
Sedert 2015 bestaat een vriendschapsband, en sedert 2017 een jumelage met de Duitse stad Harsewinkel. Dit heeft te maken met het feit, dat in beide steden grote fabrieken staan, die landbouwmachines produceren. De Duitse fabriek Claas verwierf in 2014 een meerderheidsbelang in de Chinese collega Jinyee (2015: 1.200 personeelsleden) te Gaomi.
Mo Yan, de winnaar van de Nobelprijs voor Literatuur van 2012, is afkomstig uit Gaomi.